# Toda esta sangre en el monte
Toda esta sangre en el monte  es una película documental de Argentina filmada en colores dirigida por Martín Céspedes sobre su propio guion que se estrenó el 26 de julio de 2018.

## Sinopsis
Documental filmado en 2012 y producido por la Revista Crisis, sigue la acción del Movimiento Campesino de Santiago del Estero (MOCASE) y la lucha de miles de familias campesinas que reclaman tierras, tratando en especial el asesinato de Cristian Ferreyra ocurrido en 2011 en ocasión de resistir un desalojo pedido por los detentadores de títulos, en el campo del paraje San Antonio, en Santiago del Estero, donde había vivido toda su vida. Por este hecho fue condenado a diez de prisión el autor del hecho y se absolvió el 9 de diciembre al empresario acusado de ser el responsable intelectual.

## Entrevistados
Participaron del filme los siguientes entrevistados:
- Margarita Aguamar Gómez
- Antonio Campana
- Mirta Coronel
- Sergio Ferreyra
- Cariló Olaiz
- Omar Pereyra
- Oscar Rodríguez
- Mirta Salto
- Ángel Strapazzón

## Comentarios
Gaspar Zimerman dijo en Clarín:

” Es un documental de observación: sin entrevistas ni voz en off, la cámara captura, por un lado, la vida cotidiana de los campesinos sobre el territorio en disputa y, por otro, la tarea del Mocase en su búsqueda de hacer realidad el lema "tierra, trabajo y justicia"… Pero para cumplir más eficazmente con esta misión, habría sido útil que el documental proporcionara más información que la ofrecida en los sobreimpresos del principio. Sin contexto, la comprensión cabal de la película queda, en cierta medida, limitada a los que ya saben demasiado bien de qué se trata.”.

Horacio Bernades dijo en Página 12:

”A la vez que sigue el juicio, el documental de Céspedes se adentra de modo fragmentario en el día a día de los pequeños productores de la zona y testimonia la persistente resistencia al agronegocio que ese movimiento lleva adelante desde su fundación en 1990…El cine directo… una forma del documental que abjura de toda clase de intervención sobre lo real que no sea lo efectivamente rodado y, eventualmente, sonorizado....no hay narración en off...no hay entrevistas, no hay datos de contexto, no hay “zócalos” que informen quién habla ni cuál es su oficio, no hay carteles indicativos….Martín Céspedes profundiza la estela familiar, ateniéndose al más estricto canon del direct cinema. Con una única licencia: el cartel inicial que informa sobre el Movimiento Campesino de Santiago del Estero y el juicio que se va a seguir a continuación. De allí en más los principios de esa forma del documental se siguen tan férreamente, que el cronista tuvo que consultarle algunos datos al realizador para poder volcarlos en esta nota.”